# Nicolas Myrepsos
Nicolas Myrepsos (en grec Νικόλαος Μυρεψός), dit aussi Nicolas d'Alexandrie (en latin Nicolaus Alexandrinus), est un médecin byzantin du XIIIe siècle.
Il est l'auteur d'un traité en 48 livres contenant 2 656 formules de médicaments composés, mettant en œuvre environ 370 plantes et empruntés en partie à Nicolas de Salerne et surtout à la pharmacopée arabe, avec leur mode d'administration, et aussi des invocations religieuses. Il s'intitule en grec Δυναμερόν, en latin De compositione medicamentorum ou Antidotarium Nicolai. Traduit en latin dès le XIVe siècle par le médecin calabrais Nicolas de Reggio, il fut le guide des apothicaires occidentaux jusqu'au XVIIe siècle, et fut reconnu comme Codex pharmaceuticus par la faculté de médecine de Paris jusqu'en 1651
On a très peu d'informations sur l'auteur. Μυρεψός signifie en grec « bouilleur de μύρον », une huile aromatique qui entre dans la fabrication de pommades ou d'onguents. Il s'agit donc sans doute d'un surnom renvoyant à son activité. Son traité mentionne qu'il a vécu à Alexandrie et à Nicée. Cette dernière allusion rend vraisemblable son identification avec le médecin officiel (άκτουάριος) de Jean III, empereur de Nicée, dont Georges Acropolite rapporte dans ses Annales que, alors que lui-même tente d'expliquer à l'impératrice Irène Lascarine la cause de l'éclipse solaire du 3 juin 1239, il est contredit par « le médecin Nicolas, un homme très peu versé dans la philosophie, mais excellent dans son art, et en particulier d'un grand savoir empirique, que l'impératrice appréciait beaucoup, et qui avait le titre d'άκτουάριος ».
Le Δυναμερόν a notamment été transmis par un beau manuscrit illustré de la Bibliothèque nationale de France, le Paris. gr. 2243, offert au roi François Ier par Antonios Eparchos, et figurant dans le premier catalogue de livres grecs du château de Fontainebleau. Il fut copié en 1339 par le scribe Kosmas Kamelos, peut-être à Athènes, pour le compte d'un médecin, Démétrios Chlomos. Son édition princeps est de 1471.